# Achatinella curta
Achatinella curta là một loài ốc hô hấp trên cạn cực kỳ nguy cấp trong họ Achatinellidae. Đây là loài đặc hữu của Oahu, Quần đảo Hawaii.